# Floralies Internationales - France
 (mars 2014).
Les Floralies internationales - France constituent une manifestation ornementale et végétale longtemps organisée à Nantes.
Cet évènement ayant lieu tous les 5 ans, accueille à chaque édition des centaines de milliers de visiteurs grâce aux quelque 200 exposants ornementaux, professionnels et amateurs venant des quatre coins du monde, qui créent pour l'occasion des réalisations florales et des scènes paysagères. L'association connaît une crise interne en 2019.

## Présentation
Les Floralies Internationales - France sont organisées par le Comité des Floralies, association loi de 1901. Elles se déroulaient au parc des expositions de la Beaujoire, espace paysager situé au bord de l’Erdre et attenant au parc floral de la Beaujoire. Y sont exposées les créations et mises en scène paysagères conçues par les exposants. 
Pour chaque édition, le Comité des Floralies associe un thème différent qui devient le fil rouge de l'évènement.  
La manifestation bénéficie également de l'agrément international AIPH.

## Dates clés
- 1943 : création du Comité des Floralies
- 1956 : 1re édition au palais du Champ de Mars à Nantes, inaugurée par André Dulin, secrétaire d'État à l'Agriculture.
- 1963 : 2e édition au palais du Champ de Mars à Nantes, inaugurée par Edgard Pisani, ministre de l'Agriculture.
- 1971 : 3e édition sur le thème « La Femme et la Fleur ». Inaugurée par Olivier Guichard, ministre de l'Éducation, au parc floral, construit pour l'occasion.
- 1977 : 4e édition sur le thème « Les Fleurs dans la Ville », inaugurée par Anne-Aymone Giscard d'Estaing.
- 1984 : 5e édition inaugurée par Alain Poher, président du Sénat.
- 1989 : 6e édition sur le thème : « L'Europe en Fleurs » inaugurée par Louis Jung,  président de l'assemblée parlementaire du Conseil de l’Europe.
- 1994 : 7e édition sur le thème « À fleur d'eau » inaugurée par Jean Puech, ministre de l'Agriculture.
- 1999 : 8e édition sur le thème « Symphonie des Lumières » inaugurée par Jean Glavany, ministre de l'Agriculture. Brigitte Fossey, marraine.
- 2004 : 9e édition sur le thème « Fleur d'Aventure » inaugurée par Hervé Gaymard, ministre de l'Agriculture. Laurent Voulzy et Isabelle Autissier, parrain et marraine.
- 2009 : 10e édition sur le thème « Le Pouvoir des fleurs » sous le parrainage de la Fondation Prince-Albert-II-de-Monaco « Plantons un arbre pour la planète ».
- 2014 : 11e édition sur le thème « Bouquets d'arts » au parc des expositions de la Beaujoire.
- 2019 : 12e édition sur le thème « Fleurs à vivre ».
- 2024 : 13e édition sur le thème « Jeux de Fleurs » au Domaine de la Chabotterie du 17 au 26 mai 2024.

## Le Comité des Floralies
Créé en 1943, le Comité des Floralies réunit des associations et organismes professionnels représentant le monde du végétal.  
Le Comité des Floralies est membre fondateur de l'Association of International Floralies.
L'association connaît une crise interne majeure en 2019, marquée par des démissions, sur fond d'opacité financière. L'association ne publie pas ses comptes ; elle a par ailleurs investi dans des immeubles de bureaux à Nantes. 
L'association Comité des Floralies refusant de fournir des documents comptables précis, la métropole nantaise gèle une subvention de 200 000 euros. 
Le Comité des Floralies signe en octobre 2021 une convention avec le conseil départemental de Vendée. La convention prévoit qu’après 12 éditions organisées à Nantes, celle de 2024 se tiendrait au domaine de la Chabotterie, dans la commune de Saint-Sulpice-le-Verdon, en Vendée. L'aide publique financière du département vendéen, qui reste à chiffrer, semble conséquente. 